# مرد سیندرلایی
مرد سیندرلایی (به انگلیسی: Cinderella Man) فیلمی درام آمریکایی محصول سال ۲۰۰۵ به کارگردانی ران هاوارد است که بازیگرانی همچون راسل کرو، رنی زلوگر، پل جیاماتی، پدی کانسیدینه، بروس مک‌گیل، کریگ برکو و رزمری دویت در آن به ایفای نقش پرداخته‌اند. مرد سیندرلایی زندگی واقعی یک ورزشکار در شرایط بد اقتصادی آمریکا را به نمایش گذاشته‌است. این فیلم جزو ۵ فیلم برتر بوکس هالیوود نیز شناخته شد و بودجه در نظر گرفته شده برای این فیلم ۸۸ میلیون دلار بوده‌است.
مرد سیندرلایی دربارهٔ زندگی جیمز جی برادک (به انگلیسی: James J. Braddock) بوکسور سنگین‌وزن مشهور آمریکایی است که توانست در سال ۱۹۳۵ مقابل مکس بیر بوکسور قدرتمند، به پیروزی برسد و عنوان قهرمانی جهان را کسب کند.
رزمری دویت در نقش سارا ویلسون، همسایه برادک و همسرش، نوه واقعی جیمز جی برادک است.

## داستان

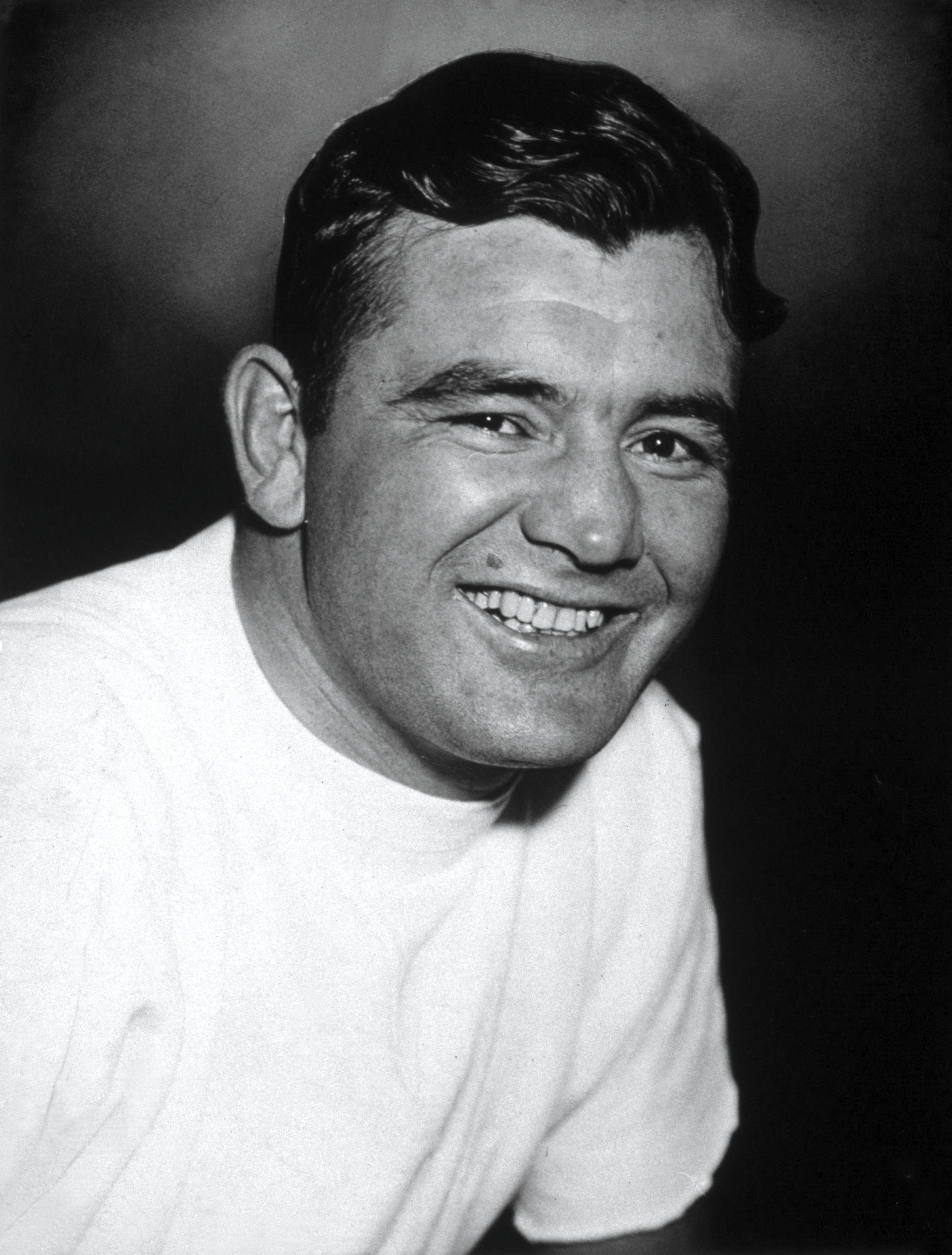
جیمز جی برادک، بوکسور سنگین‌وزن آمریکایی

جیمز جی برادک بوکسور ایرلندی-آمریکایی اهل نیوجرسی، مدعی سابق قهرمانی بوکس سنگین‌وزن است که پس از شکستن دست در رینگ مجبور به ترک بوکس می‌شود. این برای همسرش مئی از یک طرف باعث آرامش خاطر است که همسرش دیگر به روی رینگ نمی‌رود و هم تسکین است و از طرفی می‌داند بدون بوکس آنها درآمد کافی برای گذران زندگی نخواهد داشت.
با ورود ایالات متحده به رکود بزرگ دهه ۳۰، برادک با دست مصدوم برای گذران زندگی به عنوان کارگر روز مزد مشغول به کار می‌شود. متأسفانه به علت تعداد بالای متقاضی کارگری او نمی‌تواند هر روز کار کند. شرایط سخت زندگی و بیکاری چنان برادک را در هم می‌شکند تا در نهایت روزی برای اینکه قبض برق خانه اش را بتواند پرداخت کرده و فرزندانش را به خانه برگرداند، مجبور می‌شود تقریباً برای گدایی از سر کردگان و اعضای سندیکای بوکس به کلوب محل تجمع آنها رفته و کلاهش را عملاً به حالت گدایی بین آنها بگرداند.
ولی در یکی از این روزها روزنه امیدی باز می‌شود. به دلیل مصدومیت و کنسل شدن لحظه آخری مسابقه بوکسوری دیگر در مقابل نفر دوم جهان کورن گریفین، به لطف مدیر و دوست دیرینه برادک، جو گولد (پل جیاماتی)، او فرصتی به دست می‌آورد تا به عنوان حریف تمرینی در آن شب مقابل گریفین مسابقه دهد.
برادک با ناک اوت کردن حریف قدرتمند خود گریفین در راند سوم کارشناسان و هواداران بوکس را مبهوت می‌کند. او در مقابل سؤال جو که می‌پرسد این هوک چپ قدرتمند رو از کجا آوردی؟ پاسخ می‌دهد که به علت مصدومیت و شکستگی دست راست، مدتها در بارانداز با دست چپ خود کار کرده. جو رئیس اتحادیه بوکس جیمز جانستون را راضی می‌کند که جواز برادک رو مجدداً صادر کند. علی‌رغم اعتراض‌های مئی، بردادوک پیشنهاد جو گولد را برای بازگشت به رینگ قبول می‌کند. مئی از این تلاش گولد ابراز ناراحتی می‌کند و او را متهم به سوءاستفاده و بدتر شدن مجدد وضعیت مالی شوهرش می‌کند، ولی زمانی که به خانه جو و همسرش می‌رود در می‌یابد که جو گولد و همسرش نیز زندگی سختی را در این دوران سپری می‌کنند.
همزمان با ضربات سنگین مکس بیر در مسابقات قهرمانی سنگین‌وزن، بردوک همچنان به پیروزی خود ادامه می‌دهد. از روی غرور و افتخار، او بخشی از پول جایزه خود را برای باز پرداخت کمکی که از دولت گرفته بود می‌دهد. هنگامی که داستان گذر از بی‌پولی و شانس دوباره او بر سر زبانها می‌افتد، دیمون رونیون نویسنده گزارشهای ورزشی او را «مرد سیندرلائی» لقب می‌دهد و برادک بعد از مدتها، تجلی گر امیدها و آرزوهای عموم مردم آمریکا که با رکود و بیکاری دست و پنجه نرم می‌کنند می‌شود.
بعد از برد مقابل جان هنری لوئیس و آرت لاسکی، او باید رو در روی مکس بیر قرار بگیرد. شانس پیروزی برادک در مقابل مکس بیر ۱ به ۱۰ است. مئی وحشت زده‌است مکس بیر، قهرمان شماره یک جهان مردی شرور است که طبق گزارش‌ها حداقل دو حریف روی رینگ توسط او کشته شده‌است. ضربات او به قدری کشنده است که جیمز جانستون، برادک و جو گولد را وادار می‌کند که فیلمی از مبارزه مکس بیر را تماشا کنند، تا بتواند بعداً اگر برای برادک اتفاقی افتاد از او در برابر هشدار به برادک سلب مسئولیت شده باشد و برادک بداند در مقابل چه کسی به روی رینگ می‌رود.
برادک هیچ ترسی را نشان نمی‌دهد. مکس متکبر سعی در ترساندن او دارد، حتی به مئی در ملاء عام فحش می‌دهد و می‌گوید که ممکن است شوهرش زنده نماند. بعد از این حرف مئی آنقدر عصبانی می‌شود که نوشیدنی را به سمت او پرت می‌کند. او مانند مسابقات قبلی قادر به رفتن به استادیوم مدیسون گاردن اسکوئر (به انگلیسی: Madison Square Garden) یا حتی گوش دادن به گزارش مسابقه از طریق رادیو نیست.
در روز تاریخی ۱۳ ژوئن سال ۱۹۳۵ در یکی از بزرگ‌ترین چالش‌های تاریخ بوکس جهان، برادک توانست مکس بیر بظاهر شکست ناپذیر را شکست داده و قهرمان سنگین‌وزن جهان شود.

## جوایز
جوایز اسکار
بهترین بازیگر نقش مکمل مرد (پل جیاماتی) (نامزد)
بهترین تدوین (دانیل پی هانلی، مایک هیل) (نامزد)
بهترین گریم (دیوید لیروی اندرسون، لنس اندرسون) (نامزد)
جوایز فیلم بفتا
بهترین فیلمنامه اورجینال (کلیف هالینگزورث، آکیوا گلدزمن) (نامزد)
جوایز فیلم منتخب منتقدان
بهترین بازیگر مرد (راسل کرو) (نامزد)
بهترین بازیگر نقش مکمل مرد (پل جیاماتی) (برنده)
بهترین کارگردان (ران هاوارد) (نامزد)
بهترین فیلم (نامزد)
جوایز گلدن گلوب
بهترین بازیگر مرد – فیلم درام (راسل کرو) (نامزد)
بهترین بازیگر نقش مکمل مرد – فیلم (پل جیاماتی) (نامزد)
جوایز انجمن بازیگران سینما
بازیگر برجسته - فیلم سینمایی (راسل کرو) (نامزد)
بهترین بازیگر نقش مکمل مرد – فیلم سینمایی (پل جیاماتی) (برنده)

## نقش‌ها
این فیلم شاهد هنرنمایی راسل کرو به عنوان یک بوکسور است که در طول زندگی با مشکلات زیادی دست و پنجه نرم می‌کند؛ پیش آمادگی او در این فیلم را از آنجا می‌توانیم متوجه شویم که وی برای بازی در نقش خود بیش از پنجاه پوند وزن از دست داد. او تقریباً یک سال برای ماهر شدن در ورزش بوکس، تمرین کرد؛ تمرین‌های روزانه راسل کرو شامل دویدن، شنا، بوکس، وزنه‌برداری، و یوگا بود.

## واقعیت
جیم جی برادوک واقعی هنگام تولد هفده پوند وزن داشت. او یکی از پنج پسر و دو دختری بود که در خانواده ای ایرلندی متولد شد.
همچنین سارا ویلسون نوه واقعی جیم جی برادوک است. او دختر دخترش رزماری است.

## باکس آفیس
این فیلم که ۸۸ میلیون دلار برای ساخت آن هزینه شد، کمتر از آنچه انتظار می‌رفت، با فروش مواجه شد و ۶۱ میلیون دلار در گیشه آمریکا و ۱۰۸ میلیون دلار در بازار جهانی فروش داشت.